# بطولة العالم لكرة اليد للسيدات 2015
بطولة العالم لكرة اليد للسيدات 2015 هي النسخة الثانية والعشرين من بطولة العالم لكرة اليد للسيدات، التي ينضمها الاتحاد الدولي لكرة اليد، أقيمت في الدنمارك، تم الإعلان عن قرار اختيار الدنمارك كمضيف في 27 يناير 2011. 